# Massacre de Luduș
Le massacre de Luduș s'est produit dans le village de Luduș (hongrois : Marosludas), dans le royaume de Roumanie. Entre le 5 et le 13 septembre 1944, à la périphérie du village, l'armée royale hongroise a occupé le village et, avec l'aide des autochtones, a fusillé 15 Juifs et 2 Roumains : Mihai Polac, Vilma Polac et leurs filles Rozalia et Maria, Iosif Gluck et sa fille Rozalia, Mauriciu Fred, Ghizela Fred, Maria Kopstein, Adelca Izrael et les sœurs Haller (Sarolta, Fani et Rozalia). Ces cinq dernières ont été violées puis assassinées dans la maison des sœurs Haller.
Après la récupération du village, une enquête a été lancée pour trouver les coupables du massacre. Les enquêtes se sont déroulées de 1945 à 1946. Les soldats hongrois n'ont jamais été identifiés, mais deux autochtones, Bela Szabó et Elisabeta Bartha, ont été reconnus coupables par le tribunal populaire roumain de Cluj,.